# ソウルラッシュ
ソウルラッシュ（欧字名:Soul Rush 香:神志勇進、2018年3月28日 - ）は、日本の競走馬。主な勝ち鞍は2024年のマイルチャンピオンシップ、2025年のドバイターフ。
馬名の意味は、魂の突進。

## 戦績

### 2歳（2020年）
2020年12月13日の2歳新馬（中京競馬場芝2000m）でデビュー。中団から抜け出すと後続を2馬身離して初戦を勝利で飾る。

### 3歳（2021年）
3歳になり、2戦目のあすなろ賞は6着に敗れる。続く新緑賞は6頭立てと少頭数のなか4着。ダートを使われた3歳1勝クラスは6着に敗れた。4か月の休養明け、3歳以上1勝クラスは4着に入ったが、続く3歳以上1勝クラスは7着に終わった。次走、距離短縮で初のマイル戦を使われた3歳以上1勝クラスは中団から上り最速で差し切って1馬身半差をつけて2勝目を挙げた。その後はマイルを使われ、クリスマスカップを半馬身差で制し3勝目を挙げた。

### 4歳（2022年）
4歳初戦、春興ステークスは好位から抜け出すと逃げ粘ったウインシャーロットに2馬身差をつけて3連勝でオープン入りを果たす。4月24日に阪神競馬場で行われたマイラーズカップで重賞初挑戦。本馬は6番人気ながら単勝オッズは7.8倍と混戦ムードとなった。レースは後方から進め、直線では逃げるベステンダンクや捉えにかかったホウオウアマゾンらを外からまとめて差し切り勝利。4連勝での重賞初制覇となった。また、騎乗した浜中俊はこの勝利でJRA通算1100勝を達成した。GI初挑戦となった安田記念は後方からレースを進めたものの、直線で進路を確保できず13着と惨敗、初めて1600m戦での黒星となった。約4か月の休養を経て、復帰戦となった富士ステークスは3キロの斤量差が響いてセリフォスに敗れこそしたが、これに次ぐクビ差の2着に好走。11月20日のマイルチャンピオンシップはGIでは初めての掲示板入りとなる4着に健闘した。

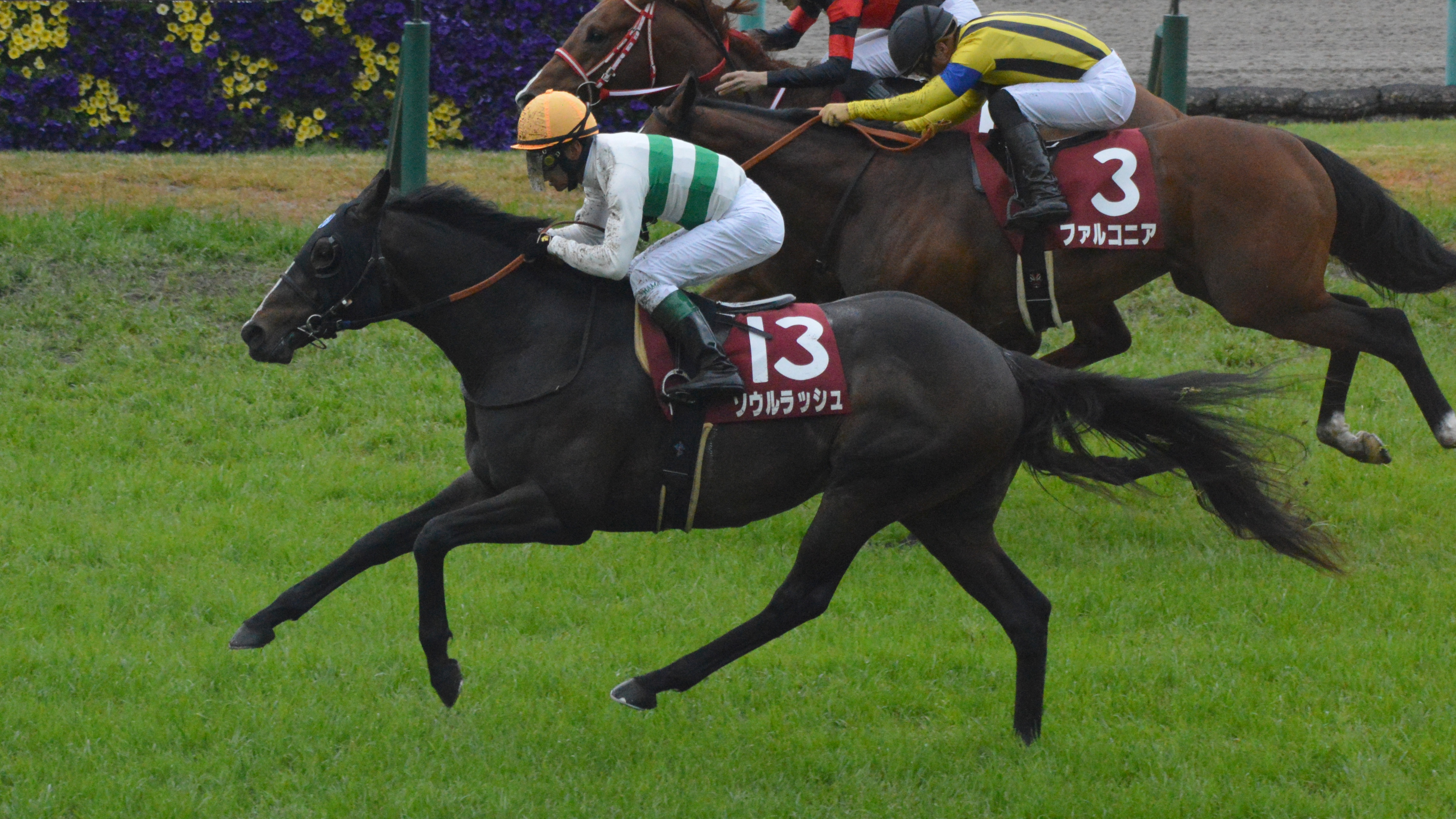
2022年マイラーズカップ

### 5歳（2023年）
連覇がかかっていたマイラーズカップより始動。好スタートを決めて絶好の位置でレースを進めたものの、シュネルマイスターとガイアフォースの上位2頭に伸び負け3着に終わった。2年連続での出走となった安田記念はスタートでの出遅れが響き、9着に沈む。秋初戦の京成杯オータムハンデキャップは好スタートを決めて道中3・4番手につけると、59キロのトップハンデをものともせず、先に仕掛けたウイングレイテストをゴール前で差し切り優勝。昨年4月のマイラーズカップ以来、約1年5か月ぶりの勝利となる重賞2勝目を挙げた。続くマイルチャンピオンシップでは新たにジョアン・モレイラを鞍上に迎え出走、道中は中団で構えて直線では間を割って先頭を奪ったが、ゴールを目の前にしてナミュールにクビ差かわされ2着。招待を受諾した香港マイルにも引き続きモレイラを背に出走したが、スムーズな競馬が出来ずゴールデンシックスティの4着に終わった。

### 6歳（2024年）
前シーズンと同じくマイラーズカップより始動。当初は松山弘平が鞍上を務める予定だったが、20日のレースで落馬・負傷したため、急遽団野大成に乗り代わりとなった。中団から直線外を力強く伸び、2年ぶりの同レース制覇となる重賞3勝目を飾った。次走は同一年のマイラーズカップを制した馬の勝ちが30年間無いという、負のジンクスがある安田記念に出走。後方から良く伸びるも、香港から遠征してきたロマンチックウォリアーから0.1秒差の3着に敗れる。その後約4か月休養し、復帰戦の富士ステークスは決め手比べに屈してジュンブロッサムの2着。11月17日のマイルチャンピオンシップは中団後方から直線で爆発的な末脚を繰り出し、2着エルトンバローズに2馬身半差をつけ完勝。挑戦7度目で悲願のGI初制覇を果たした。なお、鞍上の団野は決勝線の手前で派手なガッツポーズをしたことが「騎手としての注意義務を怠った」とみなされ、過怠金5万円が課された。マイルチャンピオンシップのあとは前年と同じく招待を受諾した香港マイルに出走することが発表された。迎えた香港マイルでは直線で後方から追い上げを図るも、好位追走から抜け出したヴォイッジバブルを捉え切れず2着となった。

### 7歳（2025年）
7歳初戦は3月2日の中山記念に出走。中団の内目を追走し、直線で馬群を抜け出そうとするも進路が狭くなり、脚を伸ばすも3着に終わる。4月5日、3度目の海外挑戦となるドバイターフにクリスチャン・デムーロとのコンビで出走。中団馬群で脚を溜めた。残り200mで差し脚を伸ばし、先頭押し切りを図るロマンチックウォリアーと全く並んでゴールイン。写真判定の結果、0.01馬身という僅差でソウルラッシュに軍配が上がり、GI2勝目及び海外GI初制覇を飾った。また、池江泰寿調教師にとっても海外GI初制覇となった。帰国後、2022年マイラーズカップで同馬を初重賞制覇へ導き、同年安田記念以来3年ぶりとなる浜中俊を鞍上に、6月8日の安田記念に出走。1番人気に推されるも、レースは後方から直線で追い上げたが届かず3着に終わる。6月12日、左第4中手骨骨折により3か月以上の休養を要する見込みであると発表し、管理する池江は「（安田記念の）レース中に骨折したみたいです。幸い症状は重くないので、秋のローテーションには影響ないと思います。」と語った。

## 競走成績
以下の内容は、JBISサーチ、netkeiba.com、香港ジョッキークラブ、Racing Postおよびエミレーツ競馬協会の情報に基づく。
| 競走日     | 競馬場   | 競走名         | 格   | 距離（馬場）  | 頭 数 | 枠 番 | 馬 番 | オッズ （人気） | 着順 | タイム （上がり3F） | 着差  | 騎手        | 斤量 [kg] | 1着馬（2着馬）         | 馬体重 [kg] |
| ---------- | -------- | -------------- | ---- | ------------- | ----- | ----- | ----- | --------------- | ---- | ------------------- | ----- | ----------- | --------- | ---------------------- | ----------- |
| 2020.12.13 | 中京     | 2歳新馬        |      | 芝2000m（良） | 11    | 8     | 11    | 004.20（2人）   | 01着 | R2:03.1（35.7）     | -0.3  | 0荻野極     | 55        | （レイトンヒル）       | 496         |
| 2021.02.14 | 小倉     | あすなろ賞     | 1勝  | 芝2000m（良） | 12    | 6     | 8     | 006.80（4人）   | 06着 | R2:01.3（34.5）     | -0.8  | 0荻野極     | 56        | ワールドリバイバル     | 492         |
| 0000.04.24 | 東京     | 新緑賞         | 1勝  | 芝2300m（良） | 6     | 6     | 6     | 004.50（3人）   | 04着 | R2:19.1（34.8）     | -0.7  | 0田辺裕信   | 56        | アルビージャ           | 484         |
| 0000.05.16 | 中京     | 3歳1勝クラス   |      | ダ1800m（稍） | 15    | 3     | 5     | 007.10（3人）   | 06着 | R1:54.5（39.4）     | -1.0  | 0荻野極     | 56        | スウィープザボード     | 488         |
| 0000.09.11 | 中京     | 3歳上1勝クラス |      | 芝2000m（良） | 12    | 5     | 7     | 005.30（4人）   | 04着 | R1:59.8（34.6）     | -0.4  | 0岩田望来   | 54        | ジャックドール         | 504         |
| 0000.10.03 | 中京     | 3歳上1勝クラス |      | 芝2200m（良） | 16    | 5     | 9     | 005.80（3人）   | 07着 | R2:13.2（36.6）     | -0.7  | 0藤井勘一郎 | 54        | テーオーロイヤル       | 500         |
| 0000.12.04 | 中京     | 3歳上1勝クラス |      | 芝1600m（良） | 16    | 8     | 16    | 003.90（2人）   | 01着 | R1:33.6（34.0）     | -0.2  | 0浜中俊     | 56        | （メモリーエフェクト） | 498         |
| 0000.12.25 | 中山     | クリスマスC    | 2勝  | 芝1600m（稍） | 16    | 4     | 8     | 002.10（1人）   | 01着 | R1:34.1（34.5）     | -0.1  | 0浜中俊     | 56        | （ウインシャーロット） | 494         |
| 2022.03.27 | 中山     | 春興S          | 3勝  | 芝1600m（重） | 16    | 4     | 8     | 002.20（1人）   | 01着 | R1:34.1（35.8）     | -0.3  | 0浜中俊     | 56        | （ウインシャーロット） | 500         |
| 0000.04.24 | 阪神     | マイラーズC    | GII  | 芝1600m（稍） | 15    | 7     | 13    | 007.80（6人）   | 01着 | R1:33.3（34.1）     | -0.1  | 0浜中俊     | 56        | （ホウオウアマゾン）   | 500         |
| 0000.06.05 | 東京     | 安田記念       | GI   | 芝1600m（良） | 18    | 7     | 14    | 010.00（6人）   | 13着 | R1:32.9（33.3）     | -0.6  | 0浜中俊     | 58        | ソングライン           | 498         |
| 0000.10.22 | 東京     | 富士S          | GII  | 芝1600m（良） | 15    | 7     | 13    | 004.40（3人）   | 02着 | R1:32.1（33.5）     | -0.1  | 0松山弘平   | 57        | セリフォス             | 500         |
| 0000.11.20 | 阪神     | マイルCS       | GI   | 芝1600m（良） | 17    | 6     | 11    | 007.70（5人）   | 04着 | R1:32.8（33.7）     | -0.3  | 0松山弘平   | 57        | セリフォス             | 504         |
| 2023.04.23 | 京都     | マイラーズC    | GII  | 芝1600m（良） | 15    | 8     | 15    | 004.50（3人）   | 03着 | R1:31.6（33.5）     | -0.1  | 0松山弘平   | 58        | シュネルマイスター     | 512         |
| 0000.06.04 | 東京     | 安田記念       | GI   | 芝1600m（良） | 18    | 5     | 10    | 010.80（6人）   | 09着 | R1.32.2（33.6）     | -0.8  | 0松山弘平   | 58        | ソングライン           | 502         |
| 0000.09.10 | 中山     | 京成杯AH       | GIII | 芝1600m（良） | 11    | 2     | 2     | 003.70（2人）   | 01着 | R1:31.6（33.6）     | -0.0  | 0松山弘平   | 59        | （ウイングレイテスト） | 506         |
| 0000.11.19 | 京都     | マイルCS       | GI   | 芝1600m（良） | 16    | 1     | 1     | 005.80（3人）   | 02着 | R1:32.5（33.5）     | -0.0  | 0J.モレイラ | 58        | ナミュール             | 508         |
| 0000.12.10 | 沙田     | 香港マイル     | G1   | 芝1600m（Gd） | 14    | 11    | 5     | 012.00（5人）   | 04着 | R1:34.58（33.79）   | -0.48 | 0J.モレイラ | 57        | Golden Sixty           | 507         |
| 2024.04.21 | 京都     | マイラーズC    | GII  | 芝1600m（稍） | 17    | 7     | 14    | 002.40（1人）   | 01着 | R1:32.5（34.6）     | -0.3  | 0団野大成   | 57        | （セリフォス）         | 512         |
| 0000.06.02 | 東京     | 安田記念       | GI   | 芝1600m（稍） | 18    | 5     | 10    | 004.00（2人）   | 03着 | R1:32.4（33.1）     | -0.1  | 0J.モレイラ | 58        | ロマンチックウォリアー | 510         |
| 0000.10.19 | 東京     | 富士S          | GII  | 芝1600m（良） | 17    | 6     | 11    | 003.20（1人）   | 02着 | R1:32.2（33.3）     | -0.1  | 0団野大成   | 58        | ジュンブロッサム       | 512         |
| 0000.11.17 | 京都     | マイルCS       | GI   | 芝1600m（良） | 17    | 7     | 13    | 005.30（4人）   | 01着 | R1:32.0（33.6）     | -0.4  | 0団野大成   | 58        | （エルトンバローズ）   | 514         |
| 0000.12.08 | 沙田     | 香港マイル     | G1   | 芝1600m（良） | 14    |       | 1     | 004.00（3人）   | 02着 | R1:33.53            | -0.19 | 0J.モレイラ | 57        | Voyage Bubble          | 517         |
| 2025.03.02 | 中山     | 中山記念       | GII  | 芝1800m（良） | 16    | 4     | 8     | 002.80（1人）   | 03着 | R1:45.0（34.1）     | -0.2  | 0団野大成   | 59        | シックスペンス         | 508         |
| 0000.04.05 | メイダン | ドバイターフ   | G1   | 芝1800m（Gd） | 11    | 2     | 9     | 016.20（4人）   | 01着 | R1:45.84            | -0.01 | 0C.デムーロ | 57        | （Romantic Warrior）   | 計不        |
| 0000.06.08 | 東京     | 安田記念       | GI   | 芝1600m（良） | 18    | 7     | 13    | 003.30（1人）   | 03着 | R1:33.0（33.9）     | -0.3  | 0浜中俊     | 58        | ジャンタルマンタル     | 512         |

- 海外の競走の「枠番」欄にはゲート番を記載
- 香港のオッズ・人気は香港ジョッキークラブのもの（日本式のオッズ表記とした）
- 競走成績は2025年6月8日現在

## 血統表
| ソウルラッシュの血統（*印は海外産の日本輸入馬） | ソウルラッシュの血統（*印は海外産の日本輸入馬） | ソウルラッシュの血統（*印は海外産の日本輸入馬） | （血統表の出典）                        | （血統表の出典）  |
| 父系                                            | キングマンボ系/ミスタープロスペクター系         | キングマンボ系/ミスタープロスペクター系         | キングマンボ系/ミスタープロスペクター系 | [ § 2 ]           |
| 父 ルーラーシップ 2007 鹿毛                     | 父の父キングカメハメハ 2001 鹿毛                | Kingmambo                                       | Mr. Prospector                          | Mr. Prospector    |
| 父 ルーラーシップ 2007 鹿毛                     | 父の父キングカメハメハ 2001 鹿毛                | Kingmambo                                       | Miesque                                 |                   |
| 父 ルーラーシップ 2007 鹿毛                     | 父の父キングカメハメハ 2001 鹿毛                | *マンファス                                     | *ラストタイクーン                       | *ラストタイクーン |
| 父 ルーラーシップ 2007 鹿毛                     | 父の父キングカメハメハ 2001 鹿毛                | *マンファス                                     | Pilot Bird                              |                   |
| 父 ルーラーシップ 2007 鹿毛                     | 父の母エアグルーヴ 1993 鹿毛                    | *トニービン                                     | *カンパラ                               | *カンパラ         |
| 父 ルーラーシップ 2007 鹿毛                     | 父の母エアグルーヴ 1993 鹿毛                    | *トニービン                                     | Severn Bridge                           |                   |
| 父 ルーラーシップ 2007 鹿毛                     | 父の母エアグルーヴ 1993 鹿毛                    | ダイナカール                                    | *ノーザンテースト                       | *ノーザンテースト |
| 父 ルーラーシップ 2007 鹿毛                     | 父の母エアグルーヴ 1993 鹿毛                    | ダイナカール                                    | シャダイフェザー                        |                   |
| 母 エターナルブーケ 2013 黒鹿毛                 | 母の父マンハッタンカフェ 1998 青鹿毛            | *サンデーサイレンス                             | Halo                                    | Halo              |
| 母 エターナルブーケ 2013 黒鹿毛                 | 母の父マンハッタンカフェ 1998 青鹿毛            | *サンデーサイレンス                             | Wishing Well                            |                   |
| 母 エターナルブーケ 2013 黒鹿毛                 | 母の父マンハッタンカフェ 1998 青鹿毛            | *サトルチェンジ                                 | Law Society                             | Law Society       |
| 母 エターナルブーケ 2013 黒鹿毛                 | 母の父マンハッタンカフェ 1998 青鹿毛            | *サトルチェンジ                                 | Santa Luciana                           |                   |
| 母 エターナルブーケ 2013 黒鹿毛                 | 母の母*キャットアリ 1999 鹿毛                   | Storm Cat                                       | Storm Bird                              | Storm Bird        |
| 母 エターナルブーケ 2013 黒鹿毛                 | 母の母*キャットアリ 1999 鹿毛                   | Storm Cat                                       | Terlingua                               |                   |
| 母 エターナルブーケ 2013 黒鹿毛                 | 母の母*キャットアリ 1999 鹿毛                   | Careless Kitten                                 | Caro                                    | Caro              |
| 母 エターナルブーケ 2013 黒鹿毛                 | 母の母*キャットアリ 1999 鹿毛                   | Careless Kitten                                 | T. C. Kitten                            |                   |
| 母系(F-No.)                                     | キャットアリ(USA)系(FN:8-c)                     | キャットアリ(USA)系(FN:8-c)                     | キャットアリ(USA)系(FN:8-c)             | [ § 3 ]           |
| 5代内の近親交配                                 | Northern Dancer 5 × 5 = 6.25％                  | Northern Dancer 5 × 5 = 6.25％                  | Northern Dancer 5 × 5 = 6.25％          | [ § 4 ]           |
| 出典                                            | 1. 2. 3. 4.                                     | 1. 2. 3. 4.                                     | 1. 2. 3. 4.                             | 1. 2. 3. 4.       |

- 母の半兄に青葉賞を勝ったヒラボクディープ、ペガサスジャンプステークスを勝ったワンダフルワールドがいる。
- 祖母キャットアリの従兄弟に1995年米ホープフルステークス勝ち馬で、引退後日本でも種牡馬生活を送ったヘネシーがいる。